# Зам'ятницький (заказник)
Зам'я́тницький заказник — ботанічний заказник місцевого значення в Черкаському районі Черкаської області.

## Опис
Розташований біля східної околиці с. Зам'ятниця. Створений рішенням Черкаської обласної ради від 28.04.1993 р. № 14-21. Площа 2,0 га.
Ділянка вторинного степу на надзаплавній терасі р. Тясмин на стадії тонконогу вузьколистого, материнки звичайної, пижмо звичайного, деревію звичайного, звіробою звичайного.

## Галерея

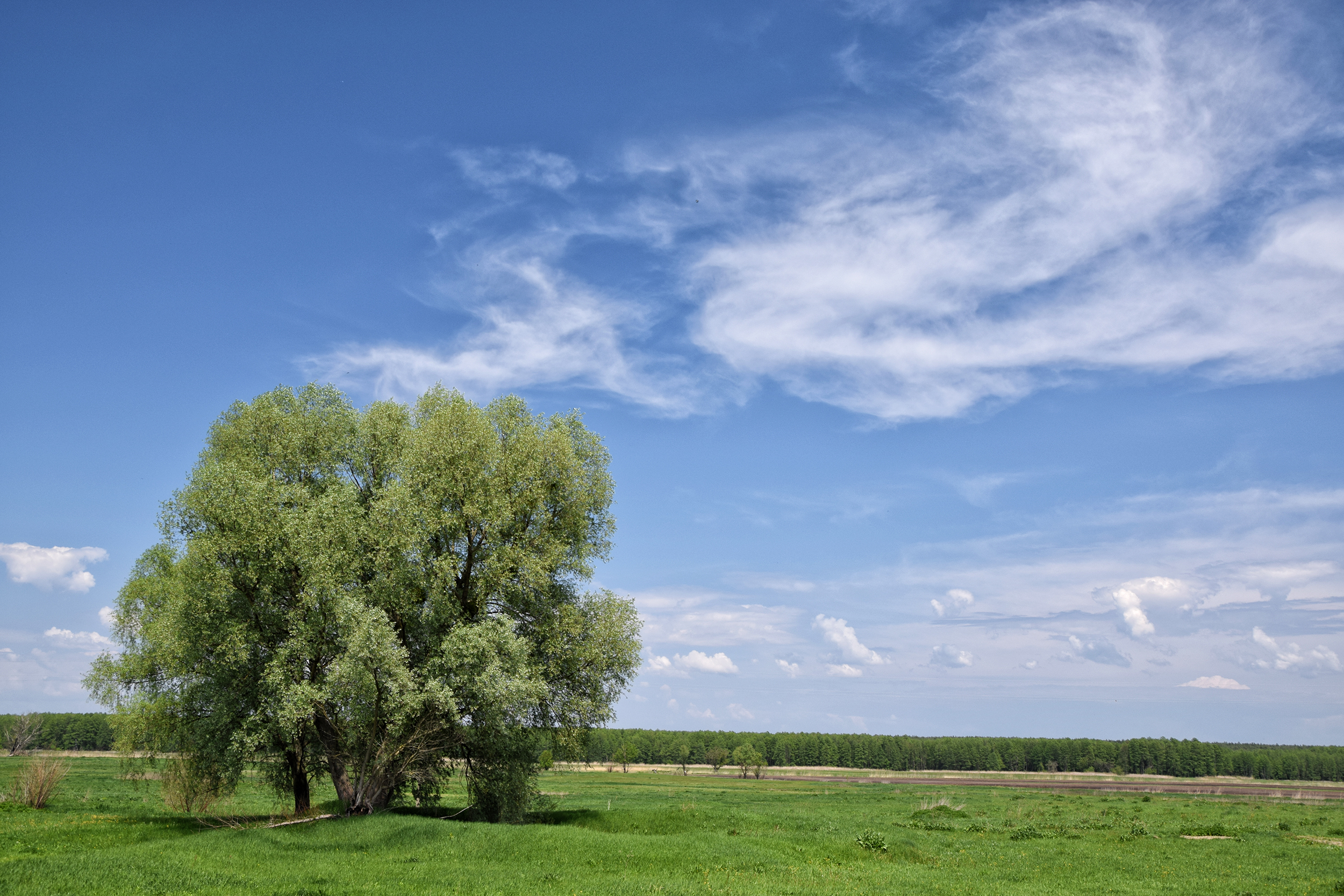